# Markus Gassner (Fussballspieler)
Markus Gassner (* 29. Februar 1968) ist ein ehemaliger liechtensteinischer Fussballspieler.

## Karriere

### Verein
In seiner Jugend spielte Gassner für den FC Triesenberg und den Hauptstadtklub FC Vaduz, bei dem er dann in den Herrenbereich befördert wurde. Später kehrte er zum FCT zurück, bevor er sich dem FC Balzers anschloss. Anschliessend wurde er an den USV Eschen-Mauren verliehen. Nach seiner Rückkehr zum FC Balzers wechselte er zum FC Schaan. Es folgten Stationen bei den Schweizer Amateurvereinen FC Gams, FC Trübbach und FC Grabs. Im Jahr 1999 beendete er seine Laufbahn.

### Nationalmannschaft
Gassner absolvierte sein einziges Länderspiel für die liechtensteinische Fussballnationalmannschaft am 12. März 1991 beim 0:6 gegen die Schweiz im Rahmen eines Freundschaftsspiels.